# Harada Noritomo
Noritomo Harada (sinh ngày 14 tháng 7 năm 1984) là một cầu thủ bóng đá người Nhật Bản.

## Sự nghiệp câu lạc bộ
Noritomo Harada đã từng chơi cho Avispa Fukuoka.